# Abainville
Abainville je francouzská obec v departementu Meuse v regionu Grand Est. Žije zde 282 obyvatel.

## Poloha obce
Obec leží na jihu departementu Meuse.

### Sousední obce
| Růžice kompasu | Houdelaincourt | Delouze-Rosières       |                             | Růžice kompasu |
| Růžice kompasu |                | Sever                  | Badonvilliers-Gérauvilliers | Růžice kompasu |
| Růžice kompasu | Abainville     |                        | Badonvilliers-Gérauvilliers | Růžice kompasu |
| Růžice kompasu | Jih            |                        | Badonvilliers-Gérauvilliers | Růžice kompasu |
| Růžice kompasu | Bonnet         | Gondrecourt-le-Château | Amanty                      | Růžice kompasu |